# Polia suffusa
Polia suffusa là một loài bướm đêm trong họ Noctuidae.